# Потидея
Потиде́я (др.-греч. Ποτίδαια, лат. Potidaea — город Посейдона) — древнегреческий город в Македонии, на полуострове Паллене (ныне Касандра), в глубине Торонейского залива (ныне Касандра). Город был основан коринфянами, но во время Пелопоннесской войны после долгой осады достался афинянам, которые переселили многих жителей его в Олинф. В 356 г. до н. э. Филипп II Македонский отвоевал Потидею у афинян, разрушил её и территорию города подарил олинфянам. При Кассандре город был восстановлен, получил новое имя — Кассандрия (др.-греч. Κασσάνδρεια) и до нашествия гуннов был значительнейшим из македонских городов. При Юстиниане I вторично был восстановлен.
В настоящее время на месте Потидеи находится деревня Неа-Потидея в общине Неа-Пропонтида в периферийной единице Халкидики в периферии Центральной Македонии.